# 120-й Нью-Йоркский пехотный полк
120-й Нью-Йоркский добровольческий пехотный полк (англ. 120th New York Volunteer Infantry Regiment), так же Ulster Regiment или Washington Guard — один из пехотных полков армии Союза во время Гражданской войны в США. Полк был сформирован в августе 1862 года, и прошёл многие сражения гражданской войны на Востоке от сражения при Фредериксберге до сражения при Аппоматтоксе.

## Формирование
14 июля 1862 года полковник Джордж Шарп был уполномочен набрать полк в округах Грин и Ольстер. Этот полк был сформирован в Кингстоне и 22 августа 1862 года был принял на службу в армию США сроком службы на 3 года как 120-й Нью-Йоркский. Его роты были набраны в основном: в Кингстоне, Харли, Оливе, Ваварсингеи Мальборо (рота А), в Кингстоне и Шандакене (рота В), в Кингстоне, Марблтауне, Рочестере, Розендейле и Гардинере (рота С), в Крхсаки, Эшланде, Праттсвилле, Нью-Балтиморе и Кингстоне (рота D), в Элленвилле, Деннинге, Ваварсинге и Кингстоне (рота Е), в Кэтскилле, Джеветте, Лексингтоне, Хантере, Шандакене и Кингстоне (рота F), в Согертисе, Ллойде и Кингстоне (рота G), в Рондоте (рота Н), в Кингстоне (рота I), в Каиро, Эшланде, Дургаме, Гринвилле и Уиндхаме (рота К). (Впоследствии, в августе-сентябре 1864 года, в полк были влиты части расформированных 71-го и 72-го Нью-Йоркских полков).
Первым командиром полка стал полковник Джордж Шарп, подполковником - Корнелиус Вестбрук, майором - Джон Таппен.

## Боевой путь
24 августа 1862 года полк покинул штат и отправился в Вашингтон, где был размещён в укреплениях города и введён в дивизию генерала Эмиэля Уиппла. В октябре полк ввели в 1-ю бригаду 2-й дивизии III корпуса, так же известную, как «Эксельсиорская бригада». В составе этой бригады полк участвовал в наступлении к Фалмуту и в сражении при Фредериксберге, где активно задействован не был и не понес потерь.
В январе 1863 года полк участвовал в грязевом марше Бернсайда, а в феврале полковник Шарп был переведён в штаб армии и возглавил Бюро Военной Разведки, а командование полком перешло подполковнику Вестбруку.
В апреле-мае полк участвовал в Чанселорсвиллской кампании в бригаде Джозефа Ревере. В этом бою полк потерял 4 человека убитыми, 49 ранеными и 13 пропавшими без вести.

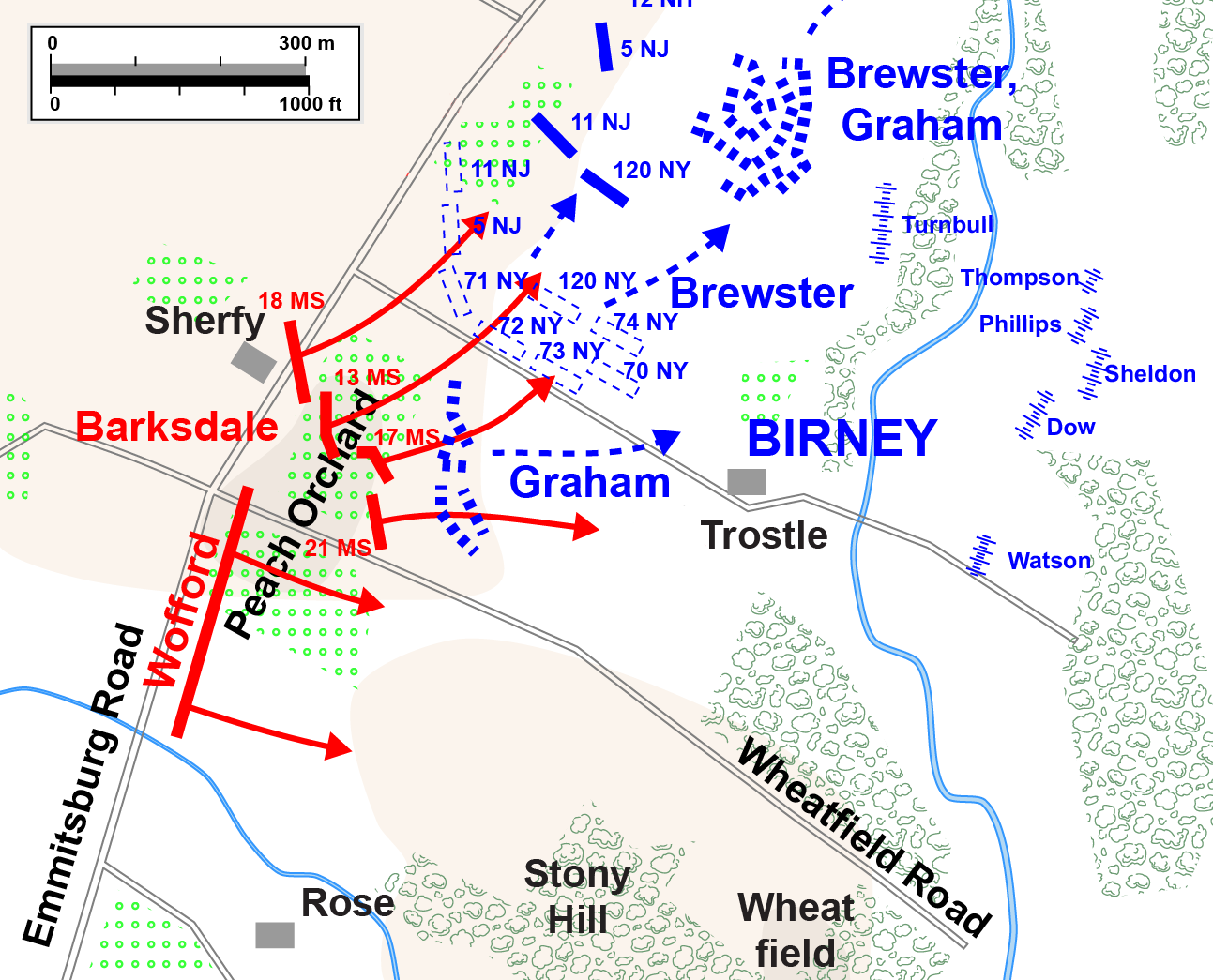
Бригада Брюстера в боях 2 июля под Геттисбергом

К началу Геттисбергской кампании полк насчитывал 447 человек. После отставки Ревере бригаду возглавил Уильям Брюстер и она числилась в дивизии Эндрю Хэмфриза. Бригада прибыла на поле боя ночью 2 июля. Днём генерал Хэмфриз поместил бригаду Карра в первой линии, бригаду Бёрлинга передал на усиление бригады Грехама, а бригаду Брюстера оставил в резерве. Когда началось сражение за персиковый сад, бригада Грехама была разбита и южане вышли во фланг дивизии Хэмфриса.